# Агостина Сегатори в кафе «Тамбурин»
«Агостина Сегатори в кафе „Тамбурин“» (нидерл. In het café: Agostina Segatori in Le Tambourin) — картина известного нидерландского художника Винсента Ван Гога. Была написана зимой 1887—1888 годов в Париже.

## История
По этой картине можно заметить, что опыты молодого Ван Гога с более светлой палитрой уже начали приносить успех. Картина написана в кафе «Тамбурин» на Бульваре Клиши в Париже. Кафе «Тамбурин» можно легко узнать по интерьеру, основную часть которого составляют столики в виде тамбуринов. Часто бывало, что Ван Гог заходил в это заведение со своими друзьями из мастерской Фернана Кормона (1845—1924), где он проработал несколько месяцев. Судя по странному головному убору женщины, изображённой на картине, можно предположить, что она — уроженка Неаполя, владелица заведения Агостина Сегатори. Видимо, у неё была недолгая связь с Ван Гогом. Известно, что в этом же заведении Ван Гог организовал выставку своей любимой японской графики. По его словам, эта выставка оказала весьма серьёзное влияние на творчество его друзей и коллег Эмиля Бернара и Луи Анкетена. Японские гравюры едва различимы на стене за спиной Агостины Сегатори.